# Handwortelbeen

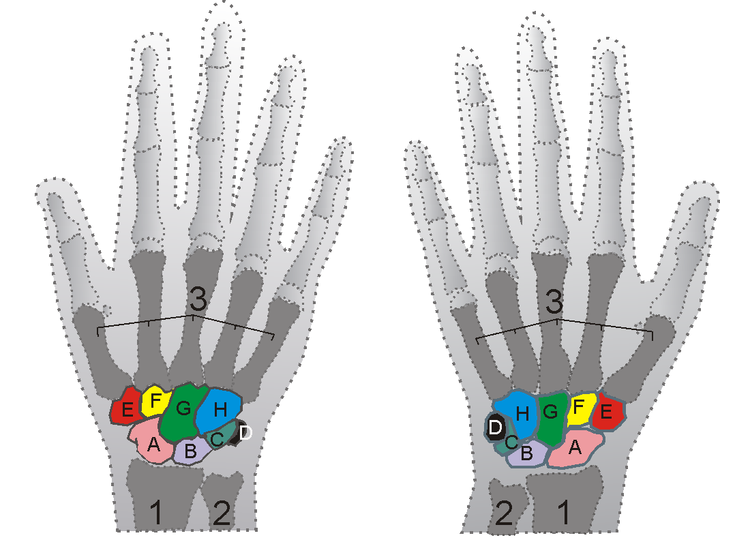
De handwortelbeentjes
proximaal: A=os scaphoideum, B=os lunatum, C=os triquetrum, D=os pisiforme
distaal: E=os trapezium, F=os trapezoideum, G=os capitatum, H=os hamatum
1=radius, 2=ulna, 3=middenhandsbeentjes

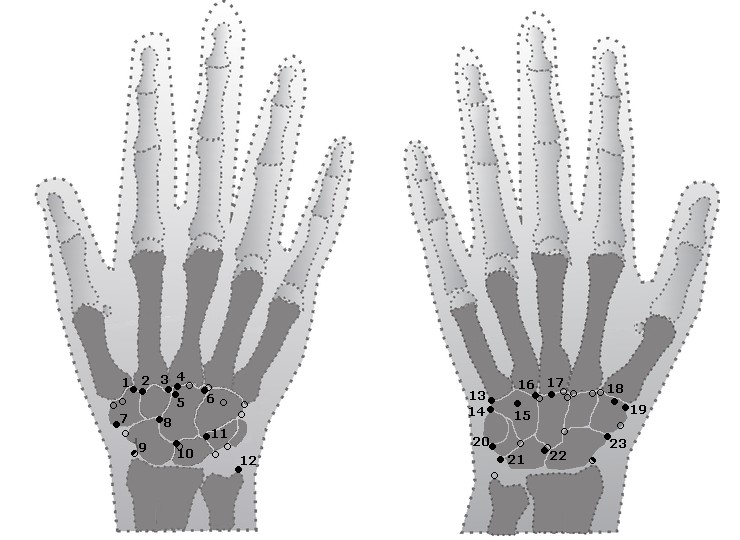
De locaties van de accessoire handwortelbeentjes. Links de rechterhand van dorsaal, rechts vanaf palmair. 1=os trapezium secundarium, 2=os trapezoideum secundarium, 3=os parastyloideum, 4=os styloideum, 5=os metastyloideum, 6=os capitatum secundarium. 7=os epitrapezium, 8=os carpi centrale, 9=os paranaviculare, 10=os epilunatum, 11=os epitriquetrum, 12=os ulnostyloideum, 13=os vesalianum manus, 14=os ulnare externum, 15=os hamulare basale & os hamuli proprium, 16=os gruberi, 17=os subcapitatum, 18=os praetrapezium, 19=os paratrapezium, 20=os pisiforme secundarium, 21=os triquetrum secundarium, 22=os hypolunatum, 23=os radiale externum

De handwortelbeentjes of ossa carpi zijn de botjes die gelegen zijn tussen het spaakbeen en de ellepijp aan de laterale zijde en de middenhandsbeentjes aan de mediale zijde. De botjes zijn zogenaamde ossa brevia, korte beenderen.
In iedere menselijke hand zitten acht handwortelbeentjes, verdeeld over twee rijen van vier. In de onderste rij, aan de kant van het spaakbeen en de ellepijp, liggen, vanaf de duim richting de pink:
- os scaphoideum (bootvormig been)
- os lunatum (maanvormig been)
- os triquetrum (driehoeksbeen)
- os pisiforme (erwtvormig been)

In de bovenste rij, aan de kant van de middenhandsbeentjes, bevinden zich, vanaf de duim richting de pink:
- os trapezium (veelhoekig been)
- os trapezoideum (klein veelhoekig been)
- os capitatum (hoofdvormig been)
- os hamatum (haakvormig been)

De handwortelbeentjes bij een onvolwassene kunnen worden gebruikt om diens uiteindelijke lengte van tevoren te bepalen.

## Accessoire handwortelbeentjes
Sommige mensen hebben nog extra handwortelbeentjes, die gedurende de embryonale ontwikkeling als extra botopbouwpunt ontstaan. Voorbeelden van deze extra handwortelbeentjes zijn de volgende:
- Os capitatum secundarium
- Os carpi centrale
- Os epilunatum
- Os epitrapezium
- Os epitriquetrum
- Os Gruberi (ossiculum Gruberi)
- Os hamulare basale
- Os hamuli proprium
- Os hypolunatum
- Os metastyloideum
- Os paranaviculare
- Os parastyloideum
- Os paratrapezium
- Os pisiforme secundarium (os ulnare antebrachii)
- Os praetrapezium
- Os radiale externum
- Os styloideum
- Os subcapitatum
- Os trapezium secundarium
- Os trapezoideum secundarium
- Os triquetrum secundarium (os intermedium antebrachii, os triangulare)
- Os ulnare externum
- Os ulnostyloideum
- Os vesalianum manus

## Ezelsbruggetjes
Om de handwortelbeentjes makkelijker te onthouden, zijn in andere talen diverse ezelsbruggetjes bedacht, welke ook in de Nederlandstalige medische wereld veelvuldig worden toegepast.
- Some lovers try positions that they cannot handle: de eerste letters van de woorden in de zin komen overeen met de eerste letters van de handwortelbeentjes: Scaphoideum, Lunatum, Triquetrum, Pisiforme, Trapezium, Trapezoideum, Capitatum, Hamatum
- Never lower Tilly's pants, mother might come home: de eerste letters van de woorden in de zin komen overeen met de eerste letters van de handwortelbeentjes, waarbij het os trapezium os multangulum major en het os trapezoideum os multangulum minor wordt genoemd.
- Das Kahnbein fährt im Mondenschein im Dreieck um das Erbsenbein. Vieleck groß, Vieleck klein, der Kopf, der muss beim Haken sein: zin waarin alle Duitse namen voor de handwortelbeentjes worden genoemd.
- 't Bootje voer, 't maantje scheen driehoekig om het erwtebeen, veelhoekig groot, veelhoekig klein, de kop moet bij het haakje zijn: vertaling van de oorspronkelijk Duitse zin.

## Bij dieren
De handwortelbeen kent bij sommige gewervelenden een soortgelijke bouw als bij de mens, terwijl bij andere gewervelden bepaalde beenderen afwezig zijn.
Men kan in de onderste van de twee rijen, die aan de kant van het spaakbeen en de ellepijp ligt, van binnen naar buiten de volgende beenderen onderscheiden:
- os carpi centrale,[4][5] overeenkomend met het os scaphoideum.[4]
- os carpi intermedium,[4][5] overeenkomend met het os lunatum.[4]
- os carpi ulnare,[4][5] overeenkomend met het os triquetrum.
- os carpi accessorium,[4][5] overeenkomend met het os pisiforme.[4]

Bij vleeseters, zoals de hond is het os carpi radiale met het os carpi intermedium versmolten. Men spreekt in zo een geval ook van een os carpi intermedioradiale. De handwortelbeenderen kunnen naast de bovenstaande namen, ook dezelfde namen gegeven als die in de nomenclatuur van de mens. Overeenkomstig wordt voor het os carpi intermedioradiale ook de naam os scapholunatum gebruikt.  Het os carpi centrale is rudimentair in de vleeseters en versmelt een aantal weken na de geboorte met het os carpi intermedioradiale.
In de bovenste rij, aan de kant van de middenhand, bevinden zich van binnen naar buiten:
- os carpi I, overeenkomend met het os trapezium.[4]
- os carpi II, overeenkomend met het os trapezoideum.[4]
- os carpi III, overeenkomend met het os capitatum.[4]
- os carpi IV, overeenkomend met het os hamatum.[4]

Bij herkauwers zijn de ossa carpi II et III versmolten, met het uitblijven van het os carpi I. Het bot dat bestaat uit de ossa carpi II et III wordt ook wel het os trapezoideocapitatum genoemd. Bij het paard is het os carpi I ook vaak afwezig, maar zijn voor de rest de overige zeven handwortelbeentjes aanwezig. Het varken heeft alle acht de handwortelbeentjes, overeenkomend met de mens.